# Agon (Stravinsky)

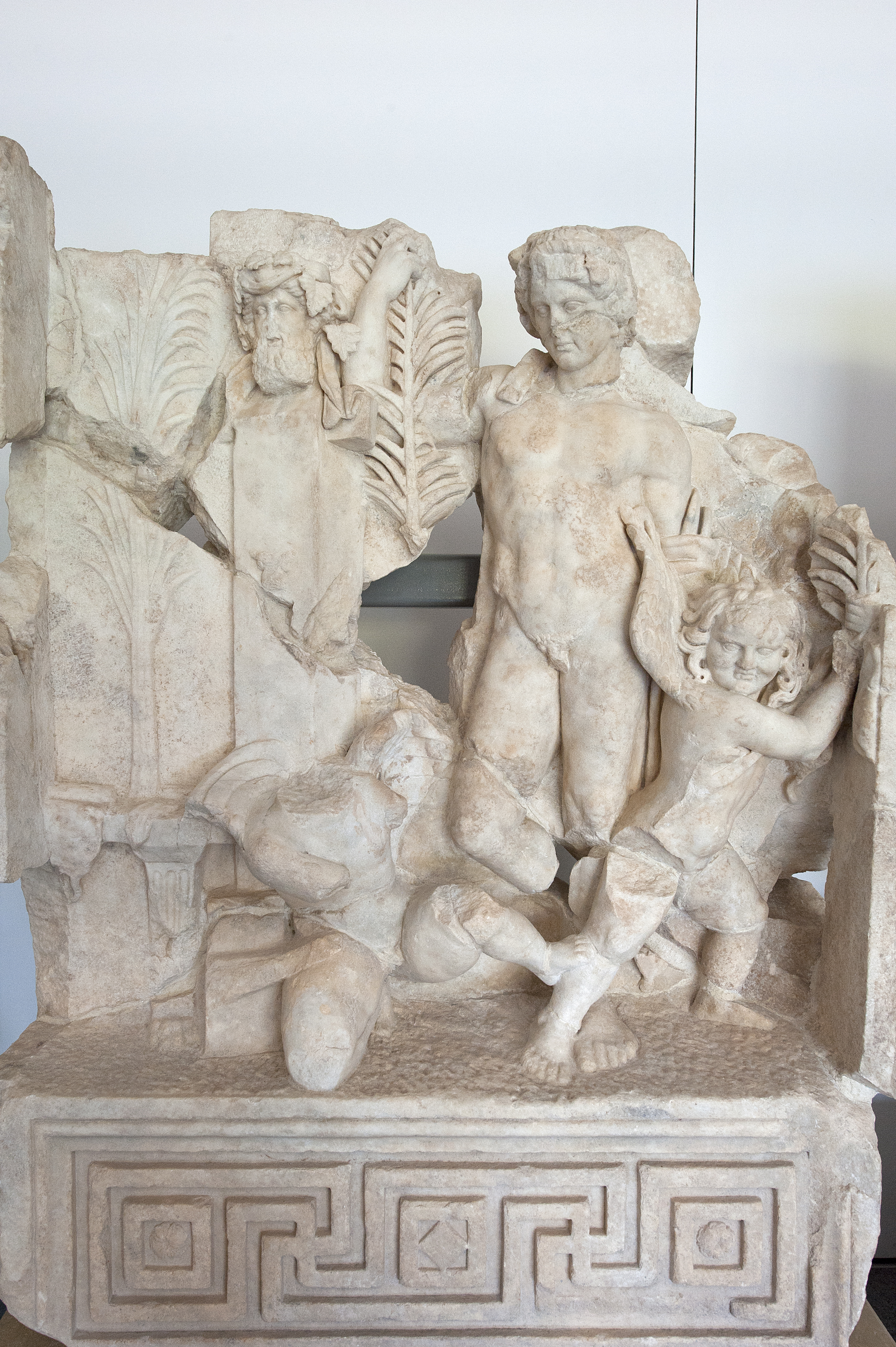
Aphrodisias_Museum_Agon_465

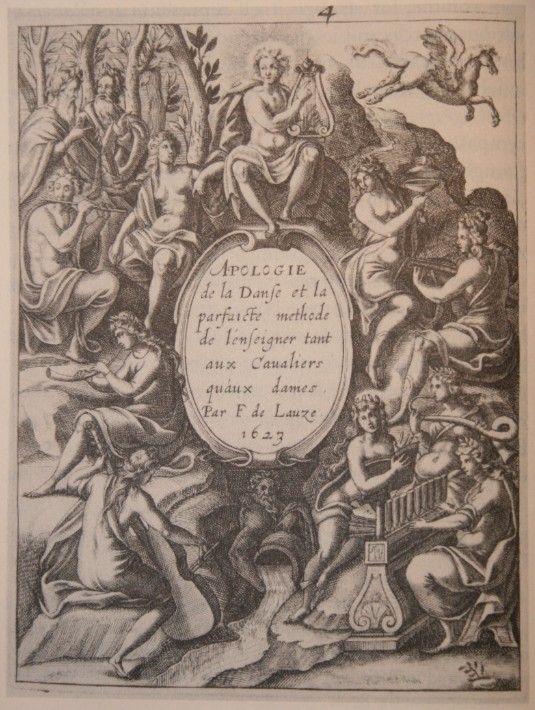
Lauze3

Agon (W95)  – 'Dedicated to Lincoln Kirstein and George Balanchine' – is een ballet voor twaalf dansers van Igor Stravinsky. De compositie is geschreven in zowel het diatonische idioom waarin hij zijn neoclassicistische werken (zoals bv. de Psalmensymfonie en de Danses Concertantes) schreef als, zowel deels als volledig, seriële compositie. Agon werd geschreven tussen 1953 en 1957. De eerste uitvoering vond concertant plaats op 17 juni 1957 in Los Angeles. De eerste uitvoering als volledig ballet, in een choreografie van George Balanchine, was op 1 december 1957 in New York.

## Ontstaansgeschiedenis
Agon werd in opdracht van Lincoln Kernstein en George Balanchine geschreven op basis van een subsidie van de Rockefeller Foundation aan de New York City Ballet. Kernstein en Balanchine stelden Stravinsky voor dat het nieuwe werk een triptiek zou vormen met Stravinsky's eerdere balletten Apollo en Orpheus (Kernstein had al eerder een voorstel hiertoe gedaan in 1949. Stravinsky componeerde uiteindelijk een 'concert voor de dans' met een abstract onderwerp zonder enige verwijzing naar een verhaal en daarmee ligt het werk eerder in de lijn van de Scènes de Ballet dan Apollo of Orpheus. Desalniettemin werd de tachtigste verjaardag van Stravinsky onder andere gevierd met een uitvoering van Apollo, Orpheus en Agon in een choreografie van Balanchine.
Stravinsky werkte niet doorlopend aan het werk. Hij startte al in 1953, kort na de voltooiing van de Three Songs from William Shakespeare, en meer dan een derde was voltooid toen hij het werk onderbrak voor In Menoriam Dylan Thomas en het Canticum Sacrum. Bij het oppakken van Agon in 1956 moest Stravinsky de eerdere delen herzien omdat hij inmiddels in de seriële technieken verder was gevorderd.

## Opbouw van de compositie
Agon is geschreven voor groot orkest dat bestaat uit piccolo, 3 fluiten, 2 hobo's, Engelse hoorn, 2 klarinetten, basklarinet, 2 fagotten, contrafagot, 4 hoorns, 4 trompetten, 3 trombones (2 tenor, 1 bas), harp, mandoline, piano, pauken, 3 tom-toms (of hoge pauken), xylofoon, castagnetten en strijkkwintet. Het volledig orkest speelt nergens tutti.
Het werk duurt ca. 20 minuten en wordt, ondanks de grote bezetting, nooit luider dan kamermuziek.
Het ballet heeft geen plot/verhaal. Agon betekent strijd in de betekenis van wedstrijd. De dansen zijn gebaseerd op de de Franse 17e-eeuwse ballet de cour (hofballet), zoals beschreven in Francois de Lauze's [Apologie de la Danse] (1623). Maar de dansen roepen, zoals Boucourechliev schrijft, evenveel op hofdansen als een kubistisch schilderij dat doet met een pijp of gitaar. Robert Craft, Stravinsky's invloedrijke assistent, noemde Agon een 'prachtige amalgaam van Le Grand Siècle (de Sarabande en de Gaillarde), Webern (de Pas-de-Deux) en Stravinsky's eigen Symfonie in drie delen. Luciano Berio karakteriseerde Agon als 'de hyper-intelligente parabel van een 'korte geschiedenis van de muziek'. Andriessen en Schönberger noemen Agon een samenvatting van de geschiedenis van het ballet, niet alleen van het romantische klassieke ballet, maar ook van het werkelijk klassieke ballet, de dansen van het zeventiende-eeuwse Frankrijk
Agon is in twaalf delen verdeeld over vier secties met ieder drie onderdelen, een zogenaamd duodecimale indeling. 
Het ballet is geschreven voor twaalf dansers – vier dansers en acht danseressen. De delen zijn als volgt:
I.
- Pas-de-Quatre (4 dansers), diatonisch/modaal met chromatiek
- Double Pas-de-Quatre (8 danseressen), chromatisch, deesl serieel (niet-dodecafonisch) in tweede helft
- Triple Pas-de-Quatre (4 dansers, 8 danseressen), deels serieel (niet-dodecafonisch)

II.
- Prelude, polytonaal
- Eerste Pas-de-Trois (1 danser, 2 danseressen)
  - Sarabande-Step (1 danser), tonaal met chromatiek
  - Gaillarde (2 danseressen), tonaal/polytonaal
  - Coda (1 danser, 2 danseressen), deels twaalftoonsserieel, voor het eerst gebruik van een twaalftoonsreeks in het oeuvre van Stravinsky
- Interlude, polytonaal (2 dansers, 1 danseres)(gelijk aan de Prelude met toegevoegd materiaal)
- Tweede Pas-de-Trois (2 dansers, 1 danseres)
  - Bransle Simple (2 dansers), volledig serieel (niet-dodecafonisch)
  - Bransle Gay (1 danseres), volledig serieel (niet-dodecafonisch)
  - Bransle Double de Poitou (2 dansers, 1 danseres), volledig serieel (twaalftoons)
- Interlude, polytonaal (1 danser, 1 danseres) (gelijk aan de eerste Interlude met toegevoegd materiaal)
- Pas-de-Deux 
  - Adagio (1 danser, 1 danseres), begint met een twaalftoonsreeks, verder niet-dodecafonisch serieel
  - Più mosso (1 danser), niet-dodecafonisch serieel
  - L'istresso tempo (1 danseres), niet-dodecafonisch serieel
  - L'istresso tempo (1 danser), niet-dodecafonisch serieel
  - Coda (1 danser, 1 danseres), niet-dodecafonisch serieel

III.
- Vier Duos (4 dansers, 4 danseressen), twaalftoonsserieel
- Vier Duos (4 dansers, 8 danseressen), twaalftoonsserieel
- Coda (4 dansers, 8 danseressen), gelijk aan opening Pas-de-Quatre met kleine veranderingen

De Prelude en de twee Interludes functioneren als scheiding tussen de secties. Het werk begint met een duidelijke diatonische basis en gaat dan naar chromatisme en serialisme, waarna er een terugkeer is naar de diatoniek aan het eind. Stravinsky benadert de twaalf noten van de chromatiek vanuit twee invalshoeken, teneerste als een uitwerking van de diatoniek, ten tweede als het ruwe materiaal van het serialisme; op bepaalde momenten worden die twee met elkaar verbonden.

## Oeuvre
Zie het Oeuvre van Igor Stravinsky voor een volledig overzicht van het werk van Stravinsky.

## Geselecteerde discografie
- Agon Los Angeles Festival Symphony Orchestra o.l.v. Igor Stravinsky (in 1991 verschenen op CD in de 'Igor Stravinsky Edition', in het deel 'Ballets Vol. II', SM3K 46292)
- Agon op 'Three Greek Ballets', Orchestra of St. Luke's o.l.v. Robert Craft (met Apollo en Orpheus (Naxos 8.557502)
- Agon BBC Scottish Symphony Orchestra, o.l.v. Ilan Volkov (met Jeu de Cartes en Orpheus) (Hyperion CDA67698)
- Agon op 'Stravinsky in America', London Symphony Orchestra o.l.v. Michael Tilson Thomas (met diverse werken uit Stravinsky's Amerikaanse periode) (RCA Victor Red Seal 09026 68865 2)Orches
- Agon SWR Symfonieorkest Baden-Baden o.l.v. Hans Rosbaud SWR (+ diverse andere werken van Stravinsky) in 'Pierre Boulez - Le Domaine Musical 1958-1967', CD-Stravinsky, Accord, 4811510
- Agon door Alexey Zuev, piano, in 'Stravinsky - The Complete Piano Solos and Transcriptions' (Stravinsky's transcriptie van Agon voor piano solo) (Fuga Libera, 5CDs, FUG 777)